# Cottus immaculatus
Cottus immaculatus är en fiskart som beskrevs av Kinziger och Charles Thorold Wood 2010. Cottus immaculatus ingår i släktet Cottus och familjen simpor. Inga underarter finns listade i Catalogue of Life.